# Sajet (textiel)

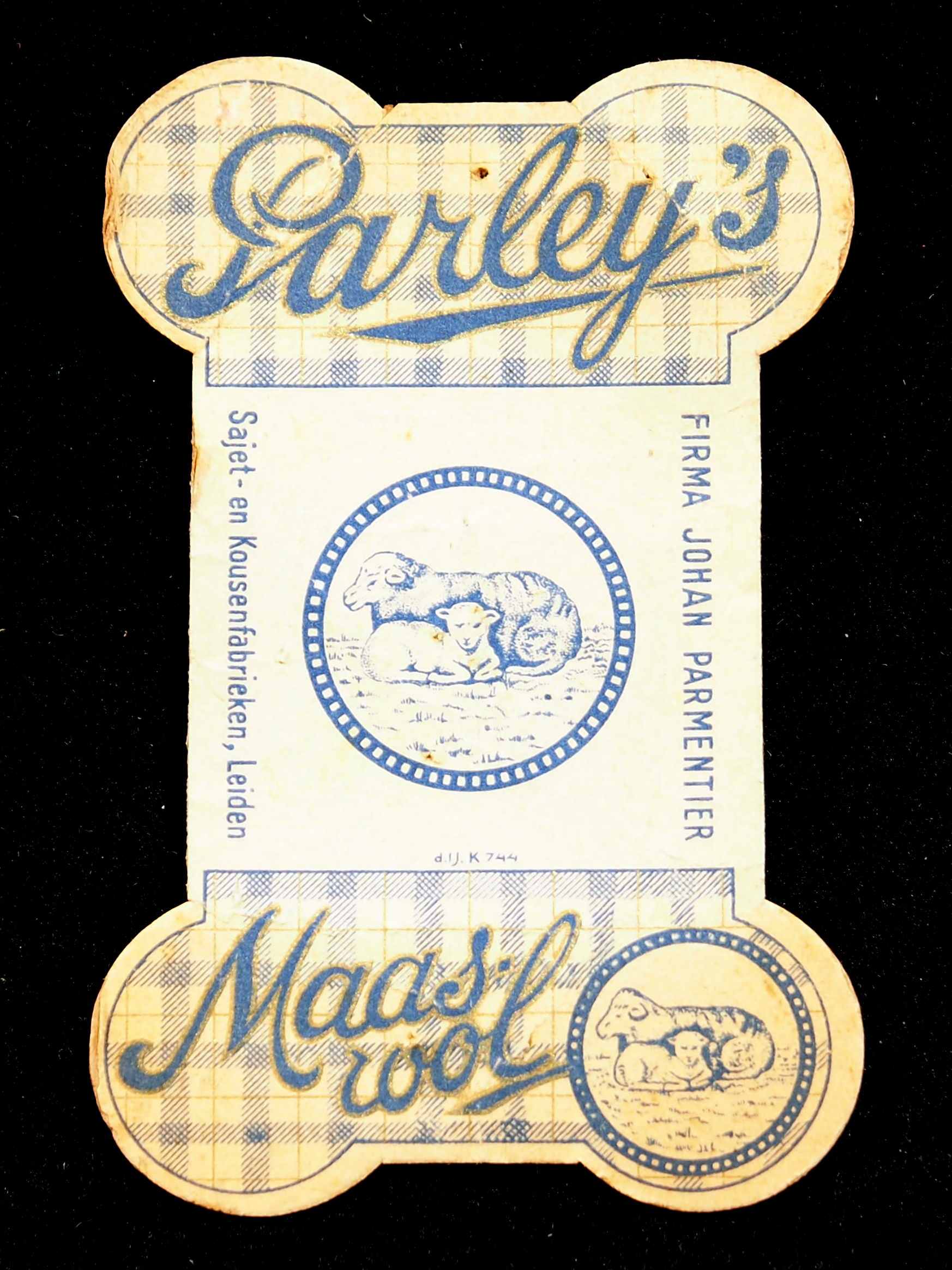

Sajet, ook wel als saaijet geschreven, of saai, is een garen uit korte wolvezels. Eerst wordt in de spinnerij een sterk gedraaid (getwist) garen gesponnen. Het garen moet vanwege de korte vezel sterk gedraaid zijn om voldoende sterkte te krijgen. Twee tot vijf van deze garens worden daarna samengetwijnd tot sajet en dan geverfd. In Nederland werd de traditionele visserstruien gebreid van sajet dat in kleuren als Nassauws blauw en Nassauws beige, marineblauw, donkerblauw, korenblauw, grijs en zwart was geverfd.
Door het vollen (laten vervilten) van het weefsel werden de vezels dichter ineen gewerkt, waardoor een stevige, waterdichte stof ontstond, die minder vatbaar was voor krimp. Volgens de traditionele methode werd het weefsel gedompeld in een grote bak met heet water, aangevuld met urine en/of vollersaarde, maar ook wel met zeep. Vollersaarde (bentoniet) is een vettige klei die het vuil uit de vezels opneemt. Met deze chemicaliën werd de lanoline uit de wol opgelost. Door het weefsel met de voeten aan te stampen ging de stof vervilten en krimpen.

## Etymologie en gezegden
Stoett vraagt zich in zijn boek "Nederlandsche spreekwoorden, uitdrukkingen en gezegden" af of jetje een verbastering is van sajet, waardoor 'm van jetje geven in verband zou kunnen staan met iemand van katoen geven. Dat katoen was mogelijk het stevige katoen dat voor lampenpitten gebruikt werd, en waarmee dus hard geslagen kon worden. In het boek "Nederlandse spreekwoorden, spreuken en zegswijzen" van K. ter Laan wordt geopperd dat jetje misschien een verbastering is van jad (van het Hebreeuws jadh', 'hand'). Ter Laan baseert zich daarbij op een werk uit 1915 over het Bargoens (Het Joodsch in Nederland). We vinden de zegswijze ook in andere boeken over het Bargoens. In het "Vlaams dialectenwoordenboek" komt sjette voor, dat sajet, breiwol betekent; in sommige Vlaamse dialecten wordt sjette geven gebruikt in de betekenis z'n best doen.